# Palacio de los Camerlenghi
El palacio de los Camerlenghi es un edificio histórico italiano situado en el sestiere  de San Polo de Venecia, con fachada al Gran Canal y junto al puente de Rialto.

## Historia
El edificio se construyó entre 1525 y 1528 impulsado por el dux Andrea Gritti como sede de la magistratura financiera de los camarlengos venecianos encargado al escultor y arquitecto Guglielmo dei Grigi, que se inspiró en los trabajos previos de Mauro Codussi y del escultor Pietro Lombardo. Dada su importancia como ente con funciones fiscalizadoras y económicas, la planta baja se destinó a prisión para morosos insolventes, como testimonia el nombre de la calle adyacente "Fondamenta de la presón", que sirvió como advertencia ejemplarizante para los ciudadanos que visitaban la zona.
Fue uno de los primeros edificios de Europa dedicados exclusivamente a funciones administrativas del estado. En la actualidad es la sede regional del Tribunal de Cuentas.

## Descripción
El palacio se desarrolla a tres alturas sobre una planta pentagonal que sigue el curso en curva del Gran Canal. Presenta en sus fachadas grandes ventanas con arco de medio punto separadas por lesenas y coronadas por frisos. En cuanto a la decoración, tanto en el exterior, donde hubo piedra y mármol tallado, como en el interior, el palacio poseyó una gran riqueza debido a la costumbre de que los magistrados salientes debían dejar una obra de carácter religioso con su escudo o retrato, por lo que se coleccionaron piezas de gran valor. Sin embargo, con la caída de la República de Venecia en 1806, el Reino de Italia se deshizo de muchas de las obras, que se repartieron por diversas pinacotecas como la de Brera (Milán), Módena o Viena.